# José Miguel Saval Pérez
José Miguel Saval Pérez (Alacant, 9 de novembre de 1960) és un enginyer i polític valencià.

## Biografia
Graduat com a enginyer tècnic d'Obres Públiques per la Universitat Politècnica de València, com a enginyer de Camins, Canals i Ports per la Universitat d'Alacant i com a enginyer civil per la Universitat d'Ancona.
En 1986 fou professor de Materials de Construcció i Projectes d'Enginyeria a la Universitat Politècnica de València i a la Universitat d'Alacant. El 1995 va substituir Diego Such Pérez en el seu escó obtingut a les eleccions generals espanyoles de 1993, i fou vocal de la Comissió de Sanitat i Consum i de la Comissió d'Indústria, Energia i Turisme.
En 1997 fou nomenat director del Departament d'Enginyeria de la Construcció, Obres Públiques i Infraestructura Urbana i Secretari del Consell Social de la Universitat d'Alacant. En 2011 fou nomenat director general d'Universitats, Estudis Superiors i Ciència de la Generalitat Valenciana, sent el responsable de l'aplicació de l'augment de les taxes universitàries decretada per José Ignacio Wert. El juny de 2014 fou destituït d'aquest càrrec. El febrer de 2017 fou nomenat Subdelegat del Govern a Alacant Va ocupar el càrrec fins al 9 de juliol de 2018 després del canvi de govern provocat per la moció de censura al govern de Mariano Rajoy que va suposar la investidura de Pedro Sánchez.